# 法蓮寺 (江戸川区)
法蓮寺（ほうれんじ）は、東京都江戸川区にある浄土宗の寺院。

## 概要
1626年（寛永3年）、宇喜新田の開拓者である宇田川喜兵衛定氏の開基である。子の定次が亡父の菩提を弔うために、父の隠居所に設けた寺である。寺号の「法蓮」は、定氏が出家して「法蓮」と名乗ったことに由来する。旧本山は源法寺。
当寺の本尊の阿弥陀如来像は聖徳太子の作といわれている。

## 交通アクセス
- 西葛西駅より徒歩15分（経路案内）。
- 船堀駅より徒歩19分（経路案内）。